# کسلدورف
کسلدورف (به فرانسوی: Kesseldorf) یک کمون در فرانسه با جمعیت ۴۰۷ نفر است که در Canton of Seltz واقع شده‌است.